# Pokrovske, Tokmak
Pokrovske (în ucraineană Покровське, în germană Walldorf) este localitatea de reședință a comunei Jovtneve din raionul Tokmak, regiunea Zaporijjea, Ucraina. Satul a fost locuit de germanii pontici.   

## Demografie
Componența lingvistică a localității Pokrovske
     Ucraineană (93,56%)
     Rusă (5,95%)
     Alte limbi (0,49%)
Conform recensământului din 2001, majoritatea populației localității Pokrovske era vorbitoare de ucraineană (93,56%), existând în minoritate și vorbitori de rusă (5,95%).